# 休斯敦县 (亚拉巴马州)
休斯敦县（英語：Houston County）是位于美国亚拉巴马州东南部的一个县，县治多森。根据美国人口调查局2000年统计，共有人口88,787，其中白人占73.08%、非裔美国人占24.60%。